# Filmografia de Lupita Nyong'o
A atriz mexicano-queniana Lupita Nyong'o é uma das atrizes mais renomadas e consagradas de sua geração, tendo atuado em alguns dos mais seletos filmes estadunidenses das últimas duas décadas. Filha de políticos quenianos, Nyong'o graduou-se em cinema e artes cênicas pelo Hampshire College, instituição renomada na área e associada à Universidade de Massachusetts Amherst e iniciou sua carreira como assistente nas mais diversas áreas de produções de Hollywood. Iniciando sua carreira cinematográfica na década de 2000, Nyong'o foi produtora assistente nos dramas The Constant Gardener (2005), The Namesake (2006) e Where God Left His Shoes (2007). 
Nyong'o teve sua estreia como atriz no curta-metragem de drama East River em 2008, no qual deu vida à fotógrafa "F". Nos anos seguintes, estrelou a série televisiva queniana Shuga (2008) e produziu e dirigiu o documentário sobre AIDS In My Genes (2009), ambas as produções voltadas à temas sociais que afligem de seu país natal. Após sua graduação na Yale School of Drama, Nyong'o teve seu primeiro papel de destaque no cinema com a personagem Patsey no drama histórico 12 Years a Slave, pelo qual recebeu o Óscar de Melhor Atriz Coadjuvante, Globo de Ouro e um BAFTA na categoria de Melhor Atriz Coadjuvante em Cinema. Na ocasião, tornou-se a primeira atriz africana a receber tais prêmios em toda a história do cinema. No ano seguinte, atuou no suspense criminal Non-Stop (2014), dirigido por Jaume Collet-Serra e estrelado por Liam Neeson e Julianne Moore. 
Em 2015, deu vida à sensitiva Maz Kanata no ficção científica Star Wars: The Force Awakens, sétimo filme da franquia Star Wars e o primeiro de uma nova trilogia produzida pela Lucasfilm em parceria com a Walt Disney Studios Motion Pictures. Elogiada pela crítica e pelos fãs da franquia pela atuação, Nyong'o reprisou o papel nas duas sequências Star Wars: The Last Jedi (2017) e Star Wars: The Rise of Skywalker (2019). No ano seguinte, dublou a personagem Raksha no drama de aventura The Jungle Book (adaptação do filme animado homônimo de 1967) e co-estrelou com Madina Nalwanga o drama biográfico Queen of Katwe.

## Filmografia

### Cinema
| Ano  | Título                           | Papel             | Direção                | Ref.   |
| ---- | -------------------------------- | ----------------- | ---------------------- | ------ |
| 2008 | East River                       | F                 | Marc Grey              | [ 1 ]  |
| 2013 | 12 Years a Slave                 | Patsey            | Steve McQueen          | [ 3 ]  |
| 2014 | Non-Stop                         | Gwen Lloyd        | Jaume Collet-Serra     | [ 4 ]  |
| 2015 | Star Wars: The Force Awakens     | Maz Kanata        | J. J. Abrams           | [ 5 ]  |
| 2016 | The Jungle Book                  | Raksha (voz)      | Jon Favreau            | [ 6 ]  |
| 2016 | Queen of Katwe                   | Nakku Harriet     | Mira Nair              | [ 7 ]  |
| 2017 | Star Wars: The Last Jedi         | Maz Kanata        | J. J. Abrams           | [ 5 ]  |
| 2018 | Black Phanter                    | Nakia             | Ryan Coogler           | [ 8 ]  |
| 2019 | Little Monsters                  | Audrey Caroline   | Abe Forsythe           | [ 9 ]  |
| 2019 | Us                               | Adelaide Wilson   | Jordan Peele           | [ 10 ] |
| 2019 | Star Wars: The Rise of Skywalker | Maz Kanata        | Rian Johnson           | [ 5 ]  |
| 2020 | Black Is King                    | Ela mesma         | Beyoncé Knowles-Carter | [ 11 ] |
| 2022 | The 355                          | Khadijah          | Simon Kinberg          | [ 12 ] |
| 2022 | Black Panther: Wakanda Forever   | Nakia             | Ryan Coogler           | [ 13 ] |
| 2024 | A Quiet Place: Day One           | Samira            | Michael Sarnoski       | [ 14 ] |
| 2024 | The Wild Robot                   | ROZZUM 7134 (voz) | Chris Sanders          | [ 15 ] |

### Televisão
| Ano  | Título                            | Papel            | Direção                 | Ref.   |
| ---- | --------------------------------- | ---------------- | ----------------------- | ------ |
| 2009 | Shuga                             | Ayira            | Teboho Mahlatsi         | [ 16 ] |
| 2017 | Star Wars Forces of Destiny       | Maz Kanata (voz) | Brad Rau                | [ 17 ] |
| 2018 | Star Wars Rebels                  | Maz Kanata (voz) | Dave Filoni Steward Lee | [ 18 ] |
| 2019 | Warrior Women with Lupita Nyong'o | Ela mesma        | Anna Cox                | [ 19 ] |
| 2019 | Serengeti                         | Narradora        | John Downer             | [ 20 ] |
| 2021 | Martha Knows Best                 | Ela mesma        | Martha Stewart          | [ 21 ] |
| 2021 | Super Sema                        | Sema (voz)       | Lynne Southerland       | [ 22 ] |
| 2021 | Who Are You, Charlie Brown?       | Narradora        | Michael Bonfiglio       |        |
| 2022 | Human Resources                   | Asha (voz)       | Henrique Jardim         | [ 23 ] |
| 2023 | Big Mouth                         | Asha (voz)       | Alex Salyer             | [ 24 ] |